# Haunt (2019)
Haunt is een Amerikaanse slasher-film uit 2019, geregisseerd door Scott Beck en Bryan Woods. De hoofdrollen worden vertolkt door Katie Stevens, Will Brittain en Lauryn McClain.

## Verhaal
De jonge Harper heeft een ongezonde relatie achter de rug. Het lijkt erop dat haar ex-vriendje haar aan het stalken is. Tijdens Halloween gaat ze met vrienden naar een vervloekt spookhuis dat hun grootste angsten belooft waar te maken. Geen van hen kan echter voorspellen dat sommige nachtmerries werkelijkheid zullen worden.

## Rolverdeling
| Acteur           | Personage     |
| ---------------- | ------------- |
| Katie Stevens    | Harper        |
| Will Brittain    | Nathan        |
| Lauryn McClain   | Bailey        |
| Andrew Caldwell  | Evan          |
| Shazi Raja       | Angela        |
| Schuyler Helford | Mallory       |
| Chaney Morrow    | Mitch / Spook |
| Justin Marxen    | Clown         |
| Damian Maffei    | Duivel        |
| Samuel Hunt      | Sam           |

## Productie
In juli 2017 werd de film aangekondigd. Scott Beck en Bryan Woods waren verantwoordelijk voor het script en regisseerden Haunt. Eli Roth, Todd Garner, Mark Fasano, Ankur Rungta, Vishal Rungta werden als producenten aangenomen. In oktober 2017 voegden Katie Stevens, Will Brittain, Lauryn McClain, Andrew Caldwell en Shazi Raja zich tot de cast.
De opnames vonden van oktober tot november 2017 plaats in Covington in Kentucky.

## Release en ontvangst
Haunt werd uitgebracht op het Popcorn Fright Festival Film op 8 augustus 2019 in Fort Lauderdale in Florida en internationaal op het FrightFest in Londen, Engeland op 23 augustus 2019. De Los Angeles-première vond plaats in het Grauman's Egyptian Theatre op 7 september 2019. Momentum Pictures bracht de film nogmaals uit op 13 september 2019. Op het streamingplatform Shrudder werd Haunt de meest bekeken film van 2019.
De film kreeg gemengde kritieken van de filmcritici, met een score van 70% op Rotten Tomatoes, gebaseerd op 50 beoordelingen.